# Wichita (filme)
Wichita (br Choque de Ódios) é um filme estadunidense de 1955, do gênero faroeste, dirigido por Jacques Tourneur, roteirizado por Daniel B. Ullman, música de Hans Salter.

## Sinopse
Pistoleiro, nomeado xerife, decide limpar a violenta cidade de Wichita, e para isso conta com o auxílio de  seus irmãos. 

## Elenco
- Joel McCrea ....... Wyatt Earp
- Vera Miles ....... Laurie McCoy
- Lloyd Bridges ....... Gyp Clements
- Wallace Ford ....... Arthur Whiteside
- Edgar Buchanan ....... Doc Black
- Peter Graves ....... Morgan Earp
- Keith Larsen ....... Bat Masterson
- John Smith ....... Jim Earp
- Carl Benton Reid ....... Major Andrew Hope
- Walter Coy ....... Sam McCoy
- Robert J. Wilke ....... Ben Thompson  (como Robert Wilke)
- Jack Elam ....... Al
- Mae Clarke ....... Mary Elizabeth McCoy
- Walter Sande ....... Clint Wallace